# Загадочное ночное убийство собаки (пьеса)
«Зага́дочное ночно́е уби́йство соба́ки» (англ. The Curious Incident of the Dog in the Night-Time) — пьеса Саймона Стивенса, адаптированная из одноимённого романа Марка Хэддона 2003 года. Постановка стала триумфатором церемонии вручений премий Лоренса Оливье в 2013 году, завоевав семь наград.

## Сюжет
Пьеса разворачивается вокруг 15-летнего Кристофера, мальчика, страдающего синдромом Аспергера. Когда Кристофер находит убитую соседскую собаку, он решает провести собственное расследование, ведь он главный подозреваемый, однако отец Кристофера всячески мешает ему в этом деле.
Когда мальчик выясняет, что собаку убил его собственный отец, он уезжает в Лондон на поиски своей матери. Он считал, что мать умерла, но, преодолев множество препятствий на своём пути, он находит её. Позже он возвращается в родной Суиндон, где его ждут важные тесты по математике и необычное будущее.

### Действующие лица
- Кристофер Джон Фрэнсис Бун — главный герой, 15-летний мальчик-аутист.
- Эд Бун — отец Кристофера, уже два года воспитывает Кристофера один.
- Джуди Бун — мать Кристофера, мальчик уверен, что она умерла два года назад.
- Шивон — наставница по профессии для Кристофера. Учит его быть частью общества.
- Роджер Ширс — бывший сосед Бунов.
- Айлин Ширс — соседка Бунов.
- Миссис Александер — пожилая соседка Бунов, помогающая Кристоферу в расследовании.
- Родри — работник Эда Буна.
- Тоби — ручная крыса Кристофера.
- Веллингтон — пудель миссис Ширс, убийство которого расследует Кристофер.

## Постановки

### Вест Энд, Лондон

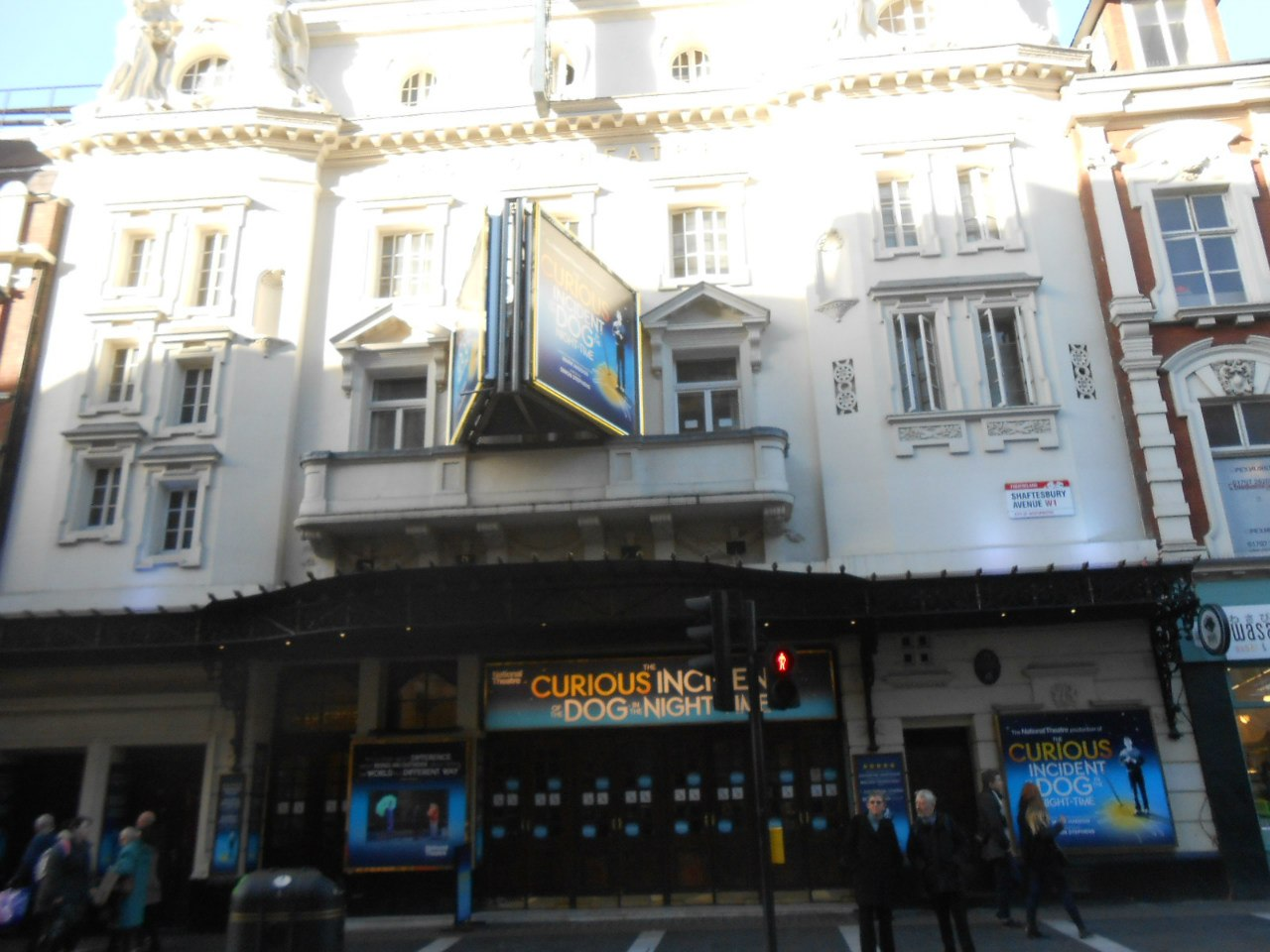
Афиша спектакля на театре Аполло, 2012 год

Премьера постановки состоялась 2 августа 2012 года в Королевском национальном театре. Главные роли исполнили Люк Тредэвэй (Кристофер), Никола Уолкер (Джуди), Пол Риттер (Эд Бун), Уна Стаббс (Миссис Александер) и Нив Кьюсак (Шивон). Спектакль, шедший до октября 2012 года, был показан в прямом эфире 6 сентября 2012 года в рамках проекта «Национальный театр в прямом эфире». После этого шоу переехало в театр Аполло.
19 декабря 2013 года во время представления обрушилась крыша театра Аполло. В результате представления были отменены до 11 января 2014 года. В январе 2014 года было объявлено, что в Аполло спектакль больше идти не будет, поскольку крыша театра нуждается в существенном ремонте. Спектакль вновь открылся в театре Гилгуд 9 июля 2014 года, начав предварительные показы с 24 июня. Во время вынужденного перерыва шоу бесплатно показывали для школьников.
Спектакль закрылся 3 июня 2017 года после трёхлетнего показа. С января 2017 года «Загадочное ночное убийство собаки» также можно увидеть в турне по Великобритании, Ирландии и Северной Америке.
В ноябре 2018 года «Загадочное ночное убийство собаки» вернулся на лондонскую сцену. Ограниченный показ начался в театре Пикадилли 29 ноября (официальная премьера — 11 декабря 2018 года). Спектакль закрылся 27 апреля 2019 года спустя почти месяц после изначально заявленной даты закрытия.

### Бродвей
8 января 2014 было объявлено, что спектакль откроется в Театре Этель Бэрримор в октябре 2014 года. Постановку вновь осуществила компания Королевского национального театра во главе с режиссёром Мэриэнн Эллиотт.
Спектакль выиграл 6 премий Драма Деск и 5 премий Тони, включая «Лучший спектакль», «Лучший режиссёр» (Мэриэнн Эллиотт) и «Лучший актёр в пьесе» (Алекс Шарп, для которого роль Кристофера Буна была первой в его профессиональной карьере). Спектакль дважды пересекал отметку в 1 миллион долларов прибыли за неделю, что для постановки без известного актёра в главной роли является весьма большим достижением.
«Загадочное ночное убийство собаки» закрылся 3 сентября 2016 года после необычно долгого для бродвейского театра двухлетнего показа.

### Москва
3 марта 2015 года состоялась премьера русской версии пьесы на Другой сцене театра «Современник». Постановка была осуществлена Егором Перегудовым. В оформлении сцены принимали участие участники проекта для детей с ограниченными возможностями «Наивно? Очень». Роль Кристофера Буна исполняет Шамиль Хаматов, Шивон — Елена Плаксина, Эда Буна — Сергей Гирин, Джуди Бун — Нелли Уварова.

### В театрах России
В Архангельском театре драмы имени М. В. Ломоносова молодой режиссёр Алексей Ермилышев на камерной сцене поставил спектакль «Загадочное ночное убийство собаки» по пьесе С. Стивенса. Премьера состоялась 24 ноября 2017 года.
В Алтайском государственном театре для детей и молодёжи им. В. С. Золотухина «Загадочное ночное убийство собаки» поставил режиссёр Андрей Воробьёв. Премьера состоялась 8 сентября 2021 года.

### В мире
В 2014 году «Загадочное ночное убийство собаки» поставили в Центральном театре (англ. Centrál Színház) Будапешта.
В мае 2015 года открыли в авторской постановке режиссёрского дуэта SKUTR в пражском театре Kalich.. Постановка получила хорошие отзывы и является одним из самых посещаемых спектаклей театра.
27 апреля 2018 года в Киевском национальном академическом театре русской драмы имени Леси Украинки. Режиссёр Кирилл Кашликов.

## Награды и номинации
| Год  | Награда               | Категория                         | Номинант                     | Результат |
| ---- | --------------------- | --------------------------------- | ---------------------------- | --------- |
| 2013 | Премия Лоренса Оливье | Лучшая новая драма                | Лучшая новая драма           | Победа    |
| 2013 | Премия Лоренса Оливье | Лучший режиссёр                   | Мэриэнн Эллиотт              | Победа    |
| 2013 | Премия Лоренса Оливье | Лучшая мужская роль               | Люк Тредэвэй                 | Победа    |
| 2013 | Премия Лоренса Оливье | Лучшая женская роль второго плана | Никола Уолкер                | Победа    |
| 2013 | Премия Лоренса Оливье | Лучшая постановка звука           | Йен Дикинсон и Эдриан Саттон | Победа    |
| 2013 | Премия Лоренса Оливье | Лучшая постановка света           | Пола Констэбль               | Победа    |
| 2013 | Премия Лоренса Оливье | Лучшие декорации                  | Банни Кристи и Финн Росс     | Победа    |
| 2013 | Премия Лоренса Оливье | Лучший театральный хореограф      | Скотт Грэм и Стивен Хоггетт  | Номинация |